# Josef Goebl
Josef Goebl (24. září 1846 Libina – 24. září 1912 Olomouc) byl rakouský politik německé národnosti z Moravy; poslanec Moravského zemského sněmu a starosta Uničova.

## Biografie
Vystudoval a profesně působil jako kupec. Od roku 1897 působil jako starosta Uničova. Do funkce byl potvrzen opět roku 1904. Starostou byl až do své smrti. Zastával též funkci člena okresní školní rady a předsedy okresního silničního výboru v Uničově. Roku 1908 získal Řád Františka Josefa (rytířský kříž).
Počátkem 20. století se zapojil i do vysoké politiky. V zemských volbách roku 1902 byl zvolen na Moravský zemský sněm, za kurii městskou, obvod Uničov, Rýmařov. Mandát zde obhájil v zemských volbách roku 1906. Po volební reformě šlo nyní o německý obvod Uničov, Litovel, Něm. Libavá atd. Poslancem byl do své smrti roku 1912. V roce 1902 se uvádí jako kandidát národovecké Německé lidové strany. Stejně tak ve volbách roku 1906.
Zemřel v září 1912 v olomoucké zemské nemocnici.